# Campionato mozambicano di hockey su pista
Il campionato mozambicano di hockey su pista è il torneo istituito ed organizzato dalla Federazione di pattinaggio del Mozambico.
I vincitori di tale torneo si fregiano del titolo di campioni del Mozambico. 

## Albo d'oro
| Edizione    | Vincitore                |
| ----------- | ------------------------ |
| 1955        | Clube Ferroviário        |
| 1956        | Clube Ferroviário        |
| 1957        | Clube Ferroviário        |
| 1958        | Malhangalene             |
| 1959        | Malhangalene             |
| 1960        | Malhangalene             |
| 1961        | Clube Ferroviário        |
| 1962        | Clube Ferroviário        |
| 1963        | Clube Ferroviário        |
| 1964 - 1975 | Edizioni non disputate   |
| 1976        | Lourenço Marques         |
| 1977        | Clube Ferroviário        |
| 1978        | Benfica Lourenço Marques |
| 1979        | Costa do Sol             |
| 1980        | Costa do Sol             |
| 1981        | Costa do Sol             |
| 1982        | Costa do Sol             |
| 1983        | Costa do Sol             |
| 1984        | Costa do Sol             |
| 1985        | Clube Ferroviário        |

| Edizione | Vincitore           |
| -------- | ------------------- |
| 1986     | Clube Ferroviário   |
| 1987     | Maputo              |
| 1988     | Clube Ferroviário   |
| 1989     | Mabor de Moçambique |
| 1990     | Estrela Vermelha    |
| 1991     | Estrela Vermelha    |
| 1992     | Estrela Vermelha    |
| 1993     | Estrela Vermelha    |
| 1994     | Maputo              |
| 1995     | Maputo              |
| 1996     | Maputo              |
| 1997     | Maputo              |
| 1998     | Maputo              |
| 1999     | Maputo              |
| 2000     | Maputo              |
| 2001     | Maputo              |
| 2002     | Maputo              |
| 2003     | Maputo              |
| 2004     | Maputo              |
| 2005     | Clube Ferroviário   |

| Edizione    | Vincitore              |
| ----------- | ---------------------- |
| 2006        | Maputo                 |
| 2007        | Edizione non disputata |
| 2008        | Clube Ferroviário      |
| 2009        | Clube Ferroviário      |
| 2010        | Maputo                 |
| 2011 - 2012 | Edizioni non disputate |
| 2013        | Clube Ferroviário      |
| 2014        | Edizione non disputata |
| 2015        | Estrela Vermelha       |
| 2016        | Estrela Vermelha       |

### Vittorie per squadra
| Numero | Club                      | Anni                                                                                     |
| ------ | ------------------------- | ---------------------------------------------------------------------------------------- |
| 15     | Lourenço Marques / Maputo | 1976, 1987, 1994, 1995, 1996, 1997, 1998, 1999, 2000, 2001, 2002, 2003, 2004, 2006, 2010 |
| 14     | Clube Ferroviário         | 1955, 1956, 1957, 1961, 1962, 1963, 1977, 1985, 1986, 1988, 2005, 2008, 2009, 2013       |
| 6      | Costa do Sol              | 1979, 1980, 1981, 1982, 1983, 1984                                                       |
| 6      | Estrela Vermelha          | 1990, 1991, 1992, 1993, 2015, 2016                                                       |
| 3      | Malhangalene              | 1958, 1959, 1960                                                                         |
| 1      | Benfica Lourenço Marques  | 1978                                                                                     |
| 1      | Mabor de Moçambique       | 1989                                                                                     |